# ییرژی تیخی
ییرژی تیخی (چکی: Jiří Tichý؛ ۶ دسامبر ۱۹۳۳ – ۲۶ اوت ۲۰۱۶) بازیکن فوتبال اهل چکسلواکی بود.
از باشگاه‌هایی که در آن بازی کرده‌است می‌توان به باشگاه فوتبال اسپارتا پراگ اشاره کرد.
وی همچنین در تیم ملی فوتبال چکسلواکی بازی کرده‌است.